# うずまきパン (伊良部島)

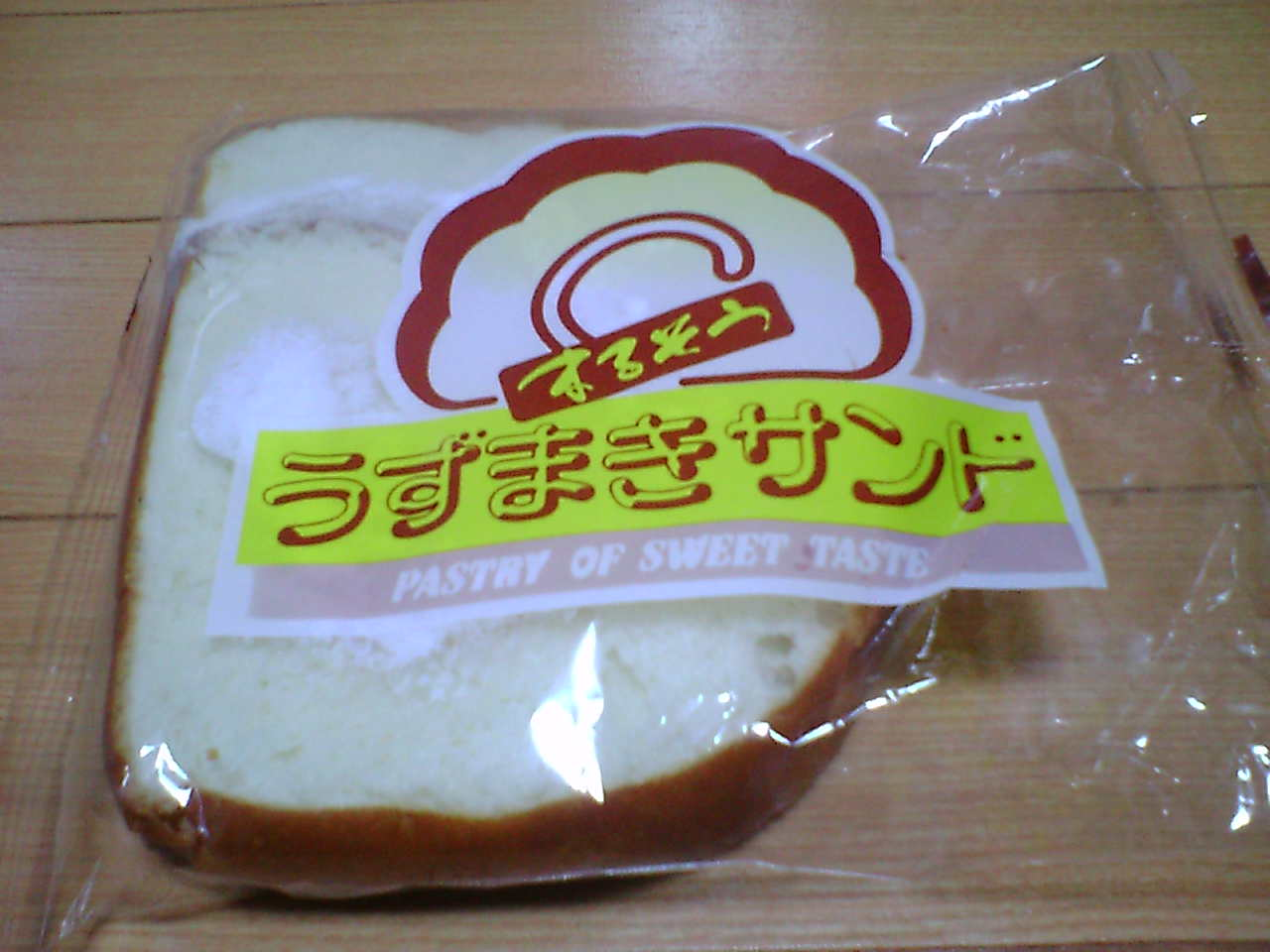
まるそうパンの「うずまきサンド」

うずまきパンは沖縄県宮古島市のうち特に伊良部島のご当地グルメ。

## 概要
砂糖を溶かさずに混ぜ込んだジャリジャリ食感のクリームを、平焼きのパン生地でロールケーキ状に包んだ菓子パン。
発祥について正確な時期は分からないが、1960年代ごろに伊良部島のまるそうパンが発売した「うずまきサンド」が元祖だとされる。まるそうパンによると、1980年代に伊良部島と宮古島を結ぶフェリーターミナル内で販売されるようになると伊良部島土産として知られるようになり、噂を聞いた地元テレビ局が番組で取り上げると最大で1日300個ほどまで出荷数が増えたとしている。
近年では伊良部島のメーカーだけでなく、2015年の伊良部大橋完成で陸続きになった宮古島も含めた複数メーカーから、類似商品が製造販売され宮古島市全体の名物として定着している。